# 锸

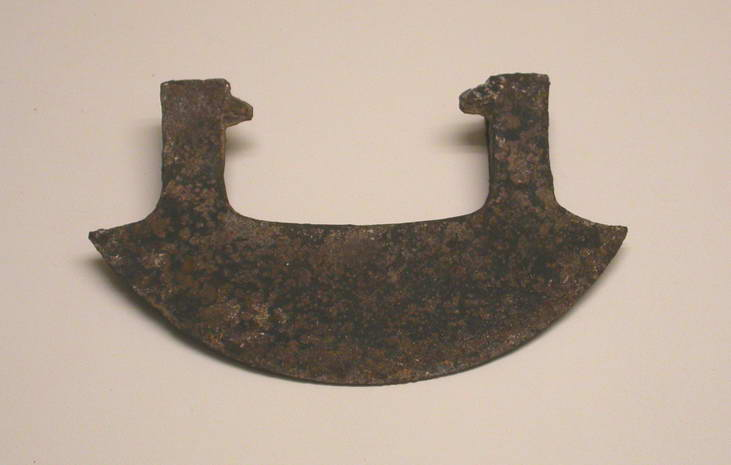
西汉罗泊湾一号墓出土的铁锸（编号M1:283）

锸是中国古代的一种农具，主要用来锸地起土，是翻耕和起土开沟的重要工具。在汉朝时，锸已经普遍在使用。